# NGC 4769
Désignations
NGC 4769 est une étoile située dans la constellation de la Vierge. L'astronome allemand Wilhelm Tempel a enregistré la position de cette étoile en mars 1882. NGC 4769 est très près de NGC 4768, une autre étoile aussi enregistrée par Wilhelm Tempel.
Cette étoile est G 14-7A, une étoile dont le mouvement propre est élevé. Selon de récentes mesures effectuées par le satellite Gaia elle est à 46,636 ± 0,059 6 pc (∼152 al) du système solaire.